# Cobelura howdenorum
Cleodoxus howdenorum là một loài bọ cánh cứng trong họ Cerambycidae.